# 中井川浩
中井川 浩（なかいがわ ひろし、1900年（明治33年）9月23日 – 1949年（昭和24年）11月3日）は、衆議院議員（立憲民政党）。厚生政務次官、陸軍参与官。ジャーナリスト。

## 経歴
茨城県に警察官の息子として生まれる。父の配属の都合で東京・茨城を転々としながら、水戸中学校に入学するも教師を批判したことで放校処分となり日本中学校を卒業。日本大学専門部を中退しやまと新聞に入社し水戸支局に入り、1922年（大正11年）に報知新聞へ移って土浦支局長になった。のち茨城民報を創刊するが、茨城民報はいはらき新聞に吸収合併され、そのままいはらき新聞社の取締役を務めた。
土浦町会議員、茨城県会議員に当選する一方で、茨城県出身の民政党代議士原脩次郎が拓務大臣に就任すると拓務省嘱託となり、ついで原が鉄道大臣に就任すると鉄道省嘱託となった。
1932年（昭和7年）、第18回衆議院議員総選挙に出馬し、当選。その後4回連続当選を果たした。岡田内閣で川崎卓吉文部大臣の秘書官を務め、広田内閣で川崎が商工大臣になると商工大臣秘書官に転じた。平沼内閣で陸軍参与官に就任し、小磯内閣で厚生政務次官に就任した。戦後、公職追放となった。
その他、茨城中学校理事、霞浦農科大学理事長を務めた。